# Brotula clarkae
Brotula clarkae är en fiskart som beskrevs av Hubbs, 1944. Brotula clarkae ingår i släktet Brotula och familjen Ophidiidae. IUCN kategoriserar arten globalt som otillräckligt studerad. Inga underarter finns listade.